# Traité de Pereïaslav (1659)
Cet article traite du traité de 1659, à ne pas confondre avec le traité de Pereïaslav (1630) et le traité de Pereïaslav (1654).
Le traité de Pereïaslav ou les articles de Pereïaslav (en ukrainien : Переяславські статті et en russe : Переяславские статьи) sont conclus le 27 octobre 1659 entre Iouri Khmelnytsky, le fils de Bohdan Khmelnytsky, et le tsarat de Russie représenté par Alexeï Troubetskoï. Ce traité est la conséquence du traité de Hadiach signé le 16 septembre 1658 entre les Cosaques et la république des Deux Nations, qui garantit de nombreux privilèges aux Cosaques et menace l’influence russe sur les Cosaques. Les articles de Pereïaslav imposent des restrictions sévères au Hetmanat et en limitent considérablement l’autonomie.

## Le traité
Selon ces nouveaux articles, l’Ukraine n’a pas le droit de mener de politique extérieure, et par conséquent de conclure des alliances militaires. Les Cosaques ne sont pas autorisés à déclarer la guerre sans l’approbation du tsar.
En accord avec le traité, des gouverneurs militaires de Moscovie et des garnisons sont placés à Bratslav, Tchernihiv, Nijyn, Pereïaslav et Ouman (avant cela, il n’y en avait qu’à Kiev depuis 1654). Les forces cosaques sont également retirées de Russie Blanche (ancêtre de la Biélorussie). De plus, les Cosaques ne peuvent plus élire leurs propres hetmans ou colonels sans le consentement du tsar.

## Répercussions
La conséquence immédiate la plus significative du traité est la séparation de l’Église orthodoxe ukrainienne du patriarche de Constantinople et sa subordination au patriarche de Moscou. Le traité provoque aussi des agitations populaires et influence la décision de Khmelnytsky de s’allier à la Pologne en 1660.